# Atrichopogon nanus
Atrichopogon nanus är en tvåvingeart som först beskrevs av John William Scott Macfie 1940.  Atrichopogon nanus ingår i släktet Atrichopogon och familjen svidknott.
Artens utbredningsområde är Guyana. Inga underarter finns listade i Catalogue of Life.